# Eronyxa pallidus
Eronyxa pallidus is een keversoort uit de familie schorsknaagkevers (Trogossitidae). De wetenschappelijke naam van de soort werd in 1863 gepubliceerd door Victor Ivanovitsch Motschulsky.